# Lone Grove
Lone Grove è un comune degli Stati Uniti d'America, situato nello Stato dell'Oklahoma, nella contea di Carter.